# ランボルギーニ・ヴェネーノ
ヴェネーノ(Veneno)とは、イタリアの高級自動車メーカー・ランボルギーニが創業50周年を記念して製造・販売したアヴェンタドールをベースとしたスーパーカー。

## 概要
2013年のジュネーブショーで初めて実車が公開された。当初はショーカーとして1台のみの生産が予定されていたが、情報を知ったランボルギーニのオーナーから反響が大きく、限定生産という形で3台が市販車として販売されることとなった。価格は300万ユーロ（邦貨換算で約3億6000万円）。アメリカ合衆国のロングアイランドとマイアミ、中国のマカオのオーナーにそれぞれ引き渡された。
購入希望者が後を絶たなかったことから、9台のロードスターモデルの追加生産が決定された。シートはランボルギーニの特許素材であるフォージドコンポジットを用いて製作された。
リアタイヤ前方に位置するエアインテークの縁には、クーペ仕様3台それぞれにグリーン、ホワイト、レッドのアクセントラインが施されている。ジュネーブショーで展示された試作車である一号車はアクセントラインが3本となっているので、判別は容易である。試作車は展示及び各種テストに供されている。

## 名前の由来
「ヴェネーノ」とはスペイン語で「毒」を意味する。1914年、スペインのアンダルシアにあるサンルーカル・デ・バラメーダ闘技場で行われた闘牛競技で、闘牛士ホセ・サンチェス・ロドリゲスを突き死亡させた牛の名に因む。